# Sabino Romero
Sabino Romero Izarra  (siglo XX-Tokuko, municipio Machiques de Perijá, Venezuela; 3 de marzo de 2013) fue un líder indígena venezolano perteneciente al pueblo yukpa y luchador por los derechos indígenas, asesinado en marzo de 2013.

## Biografía
Sabino Romero era cacique de la comunidad de Chaktapa, fundada en los años 70 en tierras aledañas a haciendas ganaderas por indígenas de la cuenca alta del río Yaza de la sierra de Perijá, en el estado Zulia y que anteriormente era la hacienda Tizina, la cual ocuparon o recuperaron, alegando que estas tierras les pertenecen al pueblo yukpa desde tiempos ancestrales. Se cree que desde entonces, el conflicto entre ganaderos e indígenas ha ido in crescendo.
En el año 2009, el gobierno de Venezuela hizo entrega de títulos de propiedad de tierras a estos indígenas, por considerar que "los pueblos Yukpa de la Sierra de Perijá los han estado esperando por mucho tiempo". Sin embargo, muchas de las tierras otorgadas en términos de propiedad colectiva al pueblo yukpa se encuentran ocupadas por haciendas de ganado y el gobierno no ha honrado oportunamente la indemnización de terceros contemplada por la Ley Orgánica de Pueblos y Comunidades Indígenas, con lo que la conflicto entre ganaderos e indígenas se agudizó. Existen acusaciones de parte y parte en relación con robo de ganado, amenazas de muerte y ocupación de tierras.
Además de la presencia de fincas ganaderas en estas tierras, en ellas se habían dado concesiones mineras para la explotación de carbón y otros minerales, estas concesiones a empresas trasnacionales y a consorcios mixtos no se han anulado como solicitan los indígenas y diversas organizaciones ambientalistas. Sabino Romero fue un cuestionador de la política minera del estado venezolano en sus tierras ancestrales.

### Muerte
En la noche del 3 de marzo de 2013, Romero fue asesinado al salir de una actividad en la comunidad del Tokuko, en la Sierra de Perijá, municipio Machiques de Perijá del estado Zulia. Su esposa, Lucía Martínez y un bebe recién nacido fueron heridos en el incidente.